# ルリ・ディニ・アユ・サフィトリ
ルリ・ディニ・アユ・サフィトリ(Luri Dini Ayu Safitri、1985年11月25日 - 2009年1月9日)は、東ジャワ州・スラバヤ出身の歌手、女優。インドネシアのテレビ番組である『アカデミ・ファンタシ・インドシアル』 (Akademi Fantasi Indosiar) の5シーズンに登場し、第5位となっている。2009年1月9日、夫と子供を残してこん睡状態の末に死亡した。

## ディスコグラフィー
- Funtastic (2005年、オムニバスアルバムでDengarlahの1曲参加)